# Beinhorn (Burgdorf)
Beinhorn ist der kleinste Stadtteil von Burgdorf in der Region Hannover in Niedersachsen (Deutschland).

## Geografie
Der etwa 140 Einwohner umfassende Stadtteil liegt an der Kreisstraße K 112 etwa 5 km westlich von der Burgdorfer Stadtmitte und 3 km westlich von Heeßel.
Der Ort liegt zwischen dem Altwarmbüchener Moor und dem Oldhorster Moor in bewaldetem Gebiet.

## Geschichte
Beinhorn wurde 1298 erstmals urkundlich erwähnt. Bedingt durch die Lage zwischen den beiden Mooren war der Torfabbau lange wichtiges wirtschaftliches Standbein des Ortes. Der Torfabbau dauerte bis kurz nach dem Zweiten Weltkrieg an.
Am 1. März 1974 wurde Beinhorn in die Stadt Burgdorf eingegliedert.
Zwischen 1979 und 1982 wurde die Bundesautobahn 37 bis zur historischen Moormühle ausgebaut. In diesem Rahmen erhielt der Ort einen Autobahnanschluss.

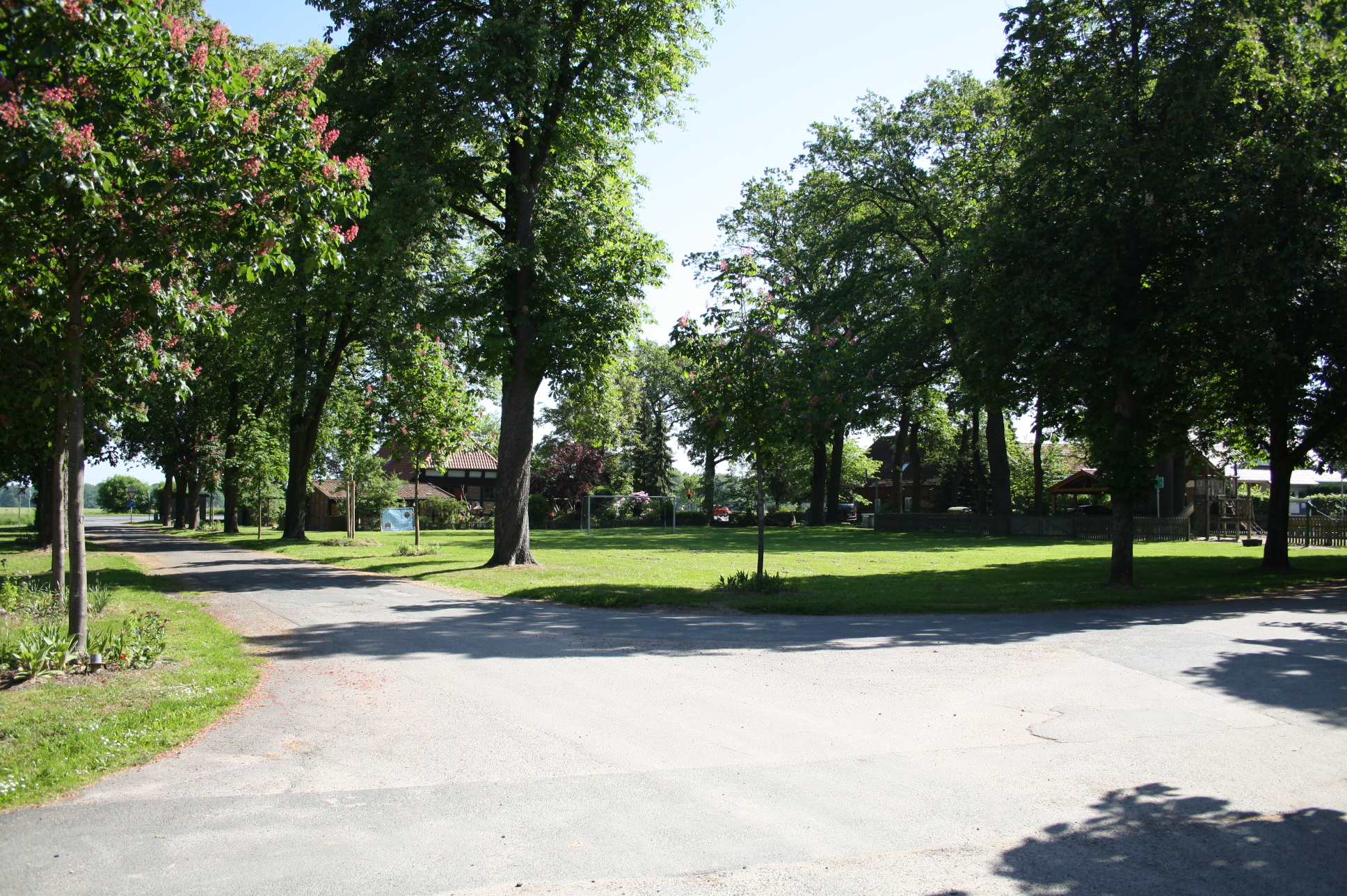
Der zentrale Platz in Beinhorn
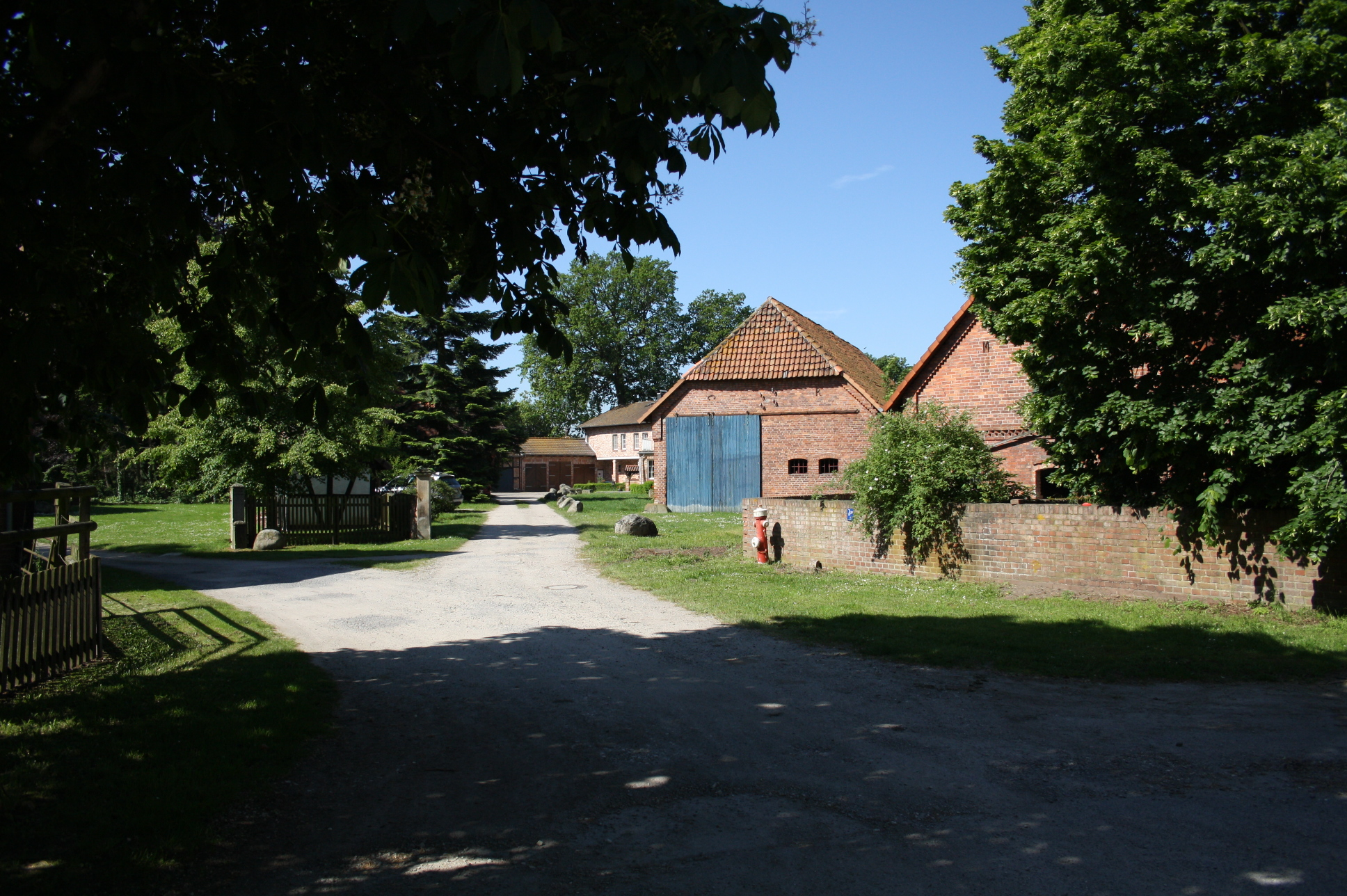
Hofstellen
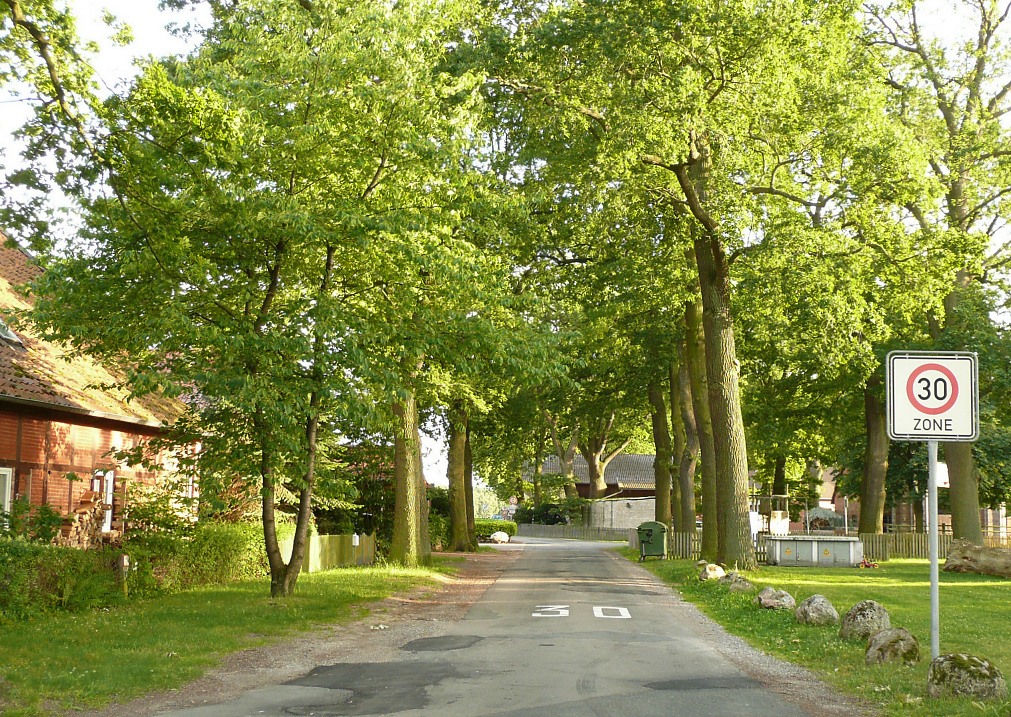
Eine der beiden alleeartigen Straßen

## Politik

### Stadtrat und Bürgermeister
Beinhorn wird auf kommunaler Ebene vom Rat der Stadt Burgdorf vertreten.

### Ortsvorsteher
Der Ortsvorsteher von Beinhorn ist Klaus Köneke.

### Wappen
Der Entwurf des Kommunalwappens von Beinhorn stammt von dem Heraldiker und Wappenmaler Gustav Völker, der zahlreiche Wappen in der Region Hannover erschaffen hat. Die Genehmigung des Wappens wurde durch den Regierungspräsidenten in Lüneburg am 28. Januar 1964 erteilt.
| Wappen von Beinhorn | Blasonierung: „In Grün über silbernem Leistenstab ein wachsender, goldener Löwe, unten ein silberner Mühlstein, belegt mit einem schwarzen Mühleisen.“ |
| Wappen von Beinhorn | Wappenbegründung: Der wachsende Löwe weist auf die Freiengerichtsbarkeit hin, die die Gemeinde Beinhorn einst zusammen mit den Gemeinden Wettmar, Thönse, Engensen, Otze, Weferlingsen, Heeßel, Kolshorn und Ramlingen besessen hat. Der silberne Mühlstein mit dem Mühleisen soll an die inzwischen zerstörte, sagenumwobene „Moormühle“ erinnern, die zur Gemeinde Beinhorn gehörte und nahe der jetzigen Gaststätte „Zur Moormühle“ an der Bundesstraße stand. |

## Kultur und Sehenswürdigkeiten

### Bauwerke

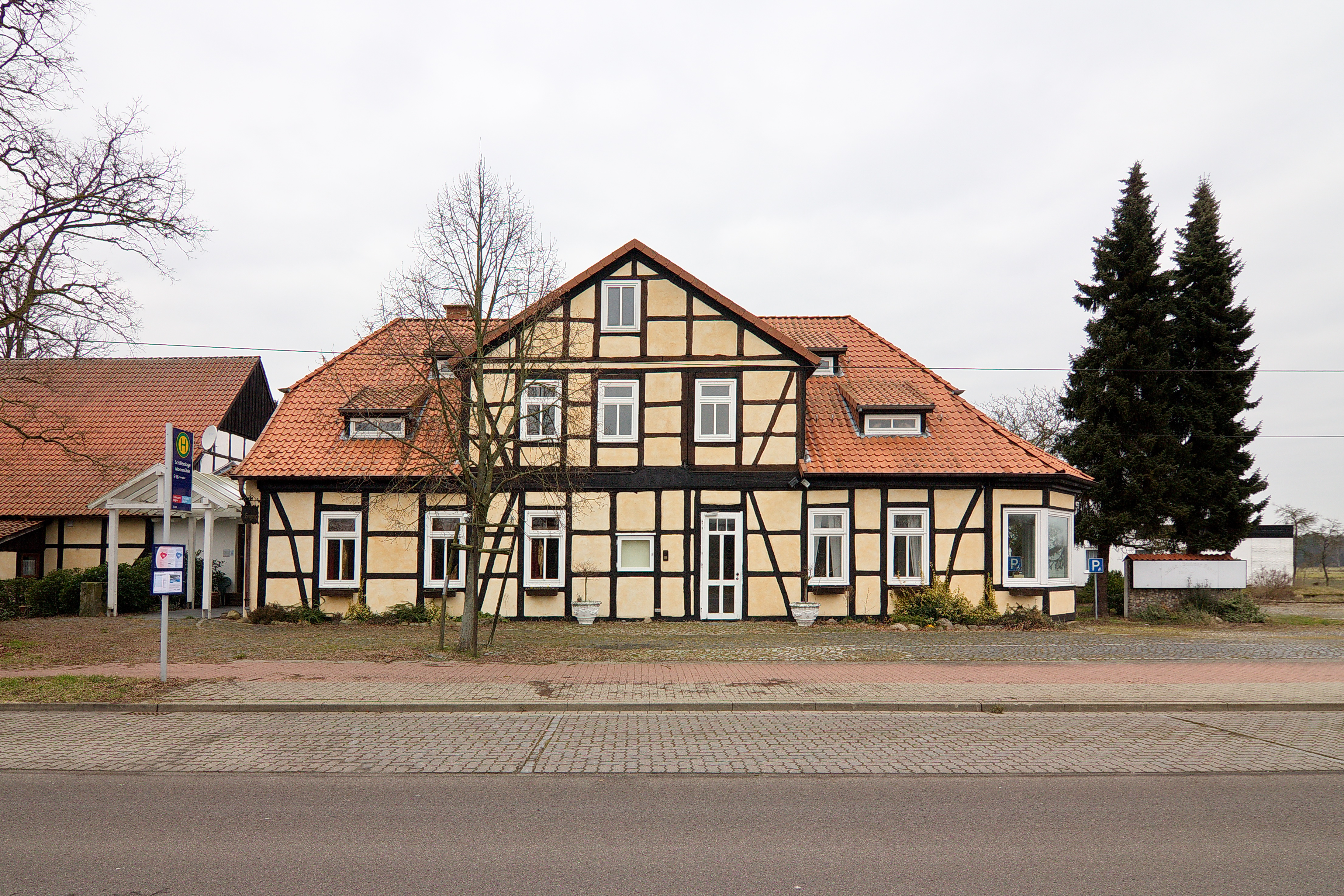
Historische Moormühle

- Die alte Moormühle von 1777 wird heute als Eventlocation genutzt. Man kann dort für Hochzeiten, Geburtstage oder Firmenveranstaltungen die verschiedenen Räume mit Catering mieten. Geführt wird es von einem Gleidinger Unternehmerehepaar.[7]

### Baudenkmale
→ Siehe: Liste der Baudenkmale in Beinhorn

## Wirtschaft und Verkehr
Beinhorn ist stark landwirtschaftlich geprägt, vier Höfe werden noch im Nebenerwerb betrieben.
Der Ort ist über die Kreisstraße 112 (ehemalige B 188) mit Burgdorf im Osten und der A 37 im Westen verbunden. In Höhe von Beinhorn setzt sich die A 37 als B 3 in Richtung Celle fort. Durch den Ortsteil führt eine Buslinie vom Burgdorfer Bahnhof nach Altwarmbüchen, wo es einen Anschluss mit der Linie 3 der Stadtbahn Hannover gibt.

## Persönlichkeiten
Personen, die mit dem Ort in Verbindung stehen
- Ernst Albrecht (1930–2014), ehemaliger Ministerpräsident und Justizminister des Landes Niedersachsen, wohnte und starb in Beinhorn
- Ursula von der Leyen (* 1958), Politikerin (CDU), Präsidentin der Europäischen Kommission, wohnt in Beinhorn
- Hans-Holger Albrecht (* 1963), Vorstandsvorsitzender und Geschäftsführer des europäischen Medienkonzerns Modern Times Group MTG AB mit Sitz in Schweden, wuchs in Beinhorn auf